# جناكليس (الإسكندرية)
حي جاناكليس، أحد الأحياء الراقية في مدينة الإسكندرية بمصر، يقع في «منطقة الرمل» بين أحياء زيزينيا ،باكوس، لوران، وحي سان ستيفانو. ويضم محطة ترام جاناكليس.

## تاريخ الحى
يرجع تاريخ تسمية الحي بهذا الاسم نسبة إلي نيكولا بيراكوس الشهير بـ«جاناكليس» مالك مزارع العنب ومصانع التقطير الشهيرة لصنع النبيذ الذي كان من أوائل سكان الحي. ومن مشاهير سكان الحى الملكة فريدة ملكة مصر السابقة، زوجة الملك فاروق آخر ملوك مصر، حيث كان لأسرتها قصر بالحي تهدم وتلاشي مع مرور الزمن.
يوجد بالمنطقة العديد من الفيلات والقصور الجميلة الموجودة حتى الآن ويعود أنشأها منذ أكثر من 60 عاما على الأقل.

## أشهر المعالم
- متحف محمود سعيد
- جامع يحيى